# Langenzenn
Langenzenn é uma cidade da Alemanha, localizado no distrito de Fürth, no estado de Baviera.